# Calvin Fowler
Pour les articles homonymes, voir Fowler.
Calvin Fowler, né le 11 février 1940 à Pittsburgh (Pennsylvanie) et décédé le 5 mars 2013 à Burlington (New Jersey), est un ancien joueur américain de basket-ball. Il évolue au poste de meneur.

## Palmarès
- Champion olympique 1968